# Darya Naumava
Darya Naumava est une haltérophile biélorusse née le 26 août 1995 à Babrouïsk. Elle a remporté la médaille d'argent de l'épreuve des moins de 75 kg aux Jeux olympiques d'été de 2016 à Rio de Janeiro.